# مؤتمر الأمم المتحدة لتقييس الأسماء الجغرافية

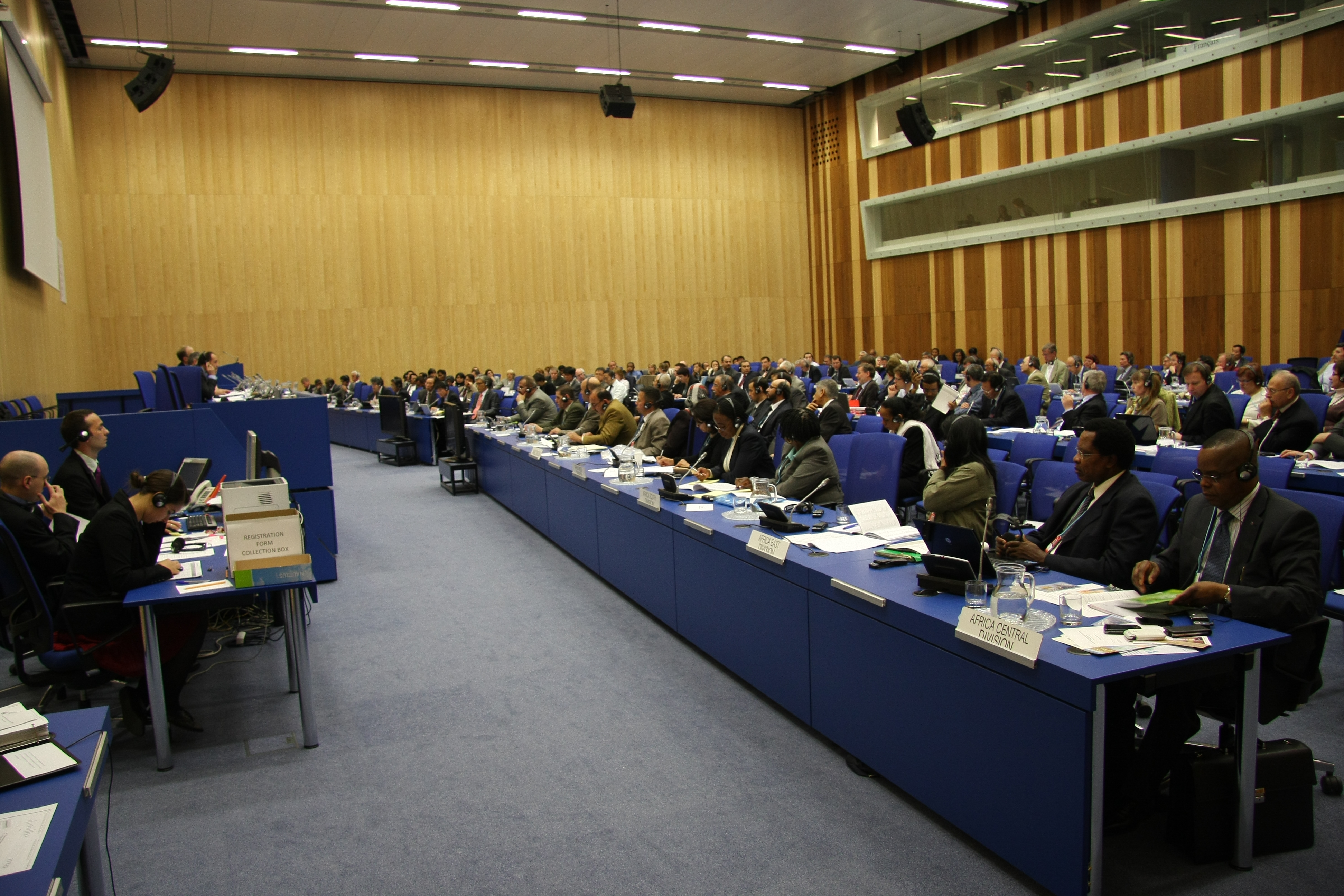

مؤتمر الأمم المتحدة لتقييس الأسماء الجغرافية هو مؤتمر دوري دولي تنظمه اللجنة الإحصائية للأمم المتحدة، والهدف الرئيسي منه هو تسهيل توحيد الأسماء الجغرافية الوطنية. ولا يهدف المؤتمر إلى تسوية النزاعات السياسية بين الدول عبر استخدام (أو عدم استخدام) أسماء جغرافية معينة. يعقد المؤتمر كل خمس سنوات في مقر الأمم المتحدة في نيويورك. يمكن أن ينعقد الؤتمر في أماكن أخرى، إذا وافق بلد على استضافة المؤتمر ووافق على دفع التكاليف الإضافية لعقد المؤتمر في غير مقر الأمم المتحدة. يمكن أن ترسل كل بلد وفدًا.أعضاء هذه الوفود يكونون من الخبراء المعنيين بالأسماء الجغرافية من بلدانهم.
آخر مؤتمر، المؤتمر التاسع، عقد في نيويورك في آب / أغسطس 2007.